# Gonzalo Capellán
Gonzalo Capellán de Miguel (Haro, La Rioja, 23 de enero de 1972) es un académico y político español, miembro del Partido Popular y presidente de La Rioja desde 2023.

## Biografía
Nació en 1972 en Haro, municipio de La Rioja en el que su padre Patricio Capellán fue alcalde entre 1987 y 2015. Es licenciado en Filosofía y Letras (especializado en Geografía e Historia) por la Universidad de Cantabria en 1995, y doctorado en Historia Moderna y Contemporánea, que superó con éxito en 1999. Comenzó a trabajar como profesor universitario, primero en la Universidad de Cantabria y más tarde en la Universidad del País Vasco. Su vida profesional se desarrolla en el ámbito universitario-académico.
Entre 2003 y 2005 fue director general de Cultura del Gobierno de La Rioja. En las elecciones autonómicas de 2007 fue elegido diputado al Parlamento de La Rioja por el Partido Popular, cargo que abandonó en 2008 para convertirse en vicerrector de la Universidad de Cantabria, delegado de Planificación y Organización. 

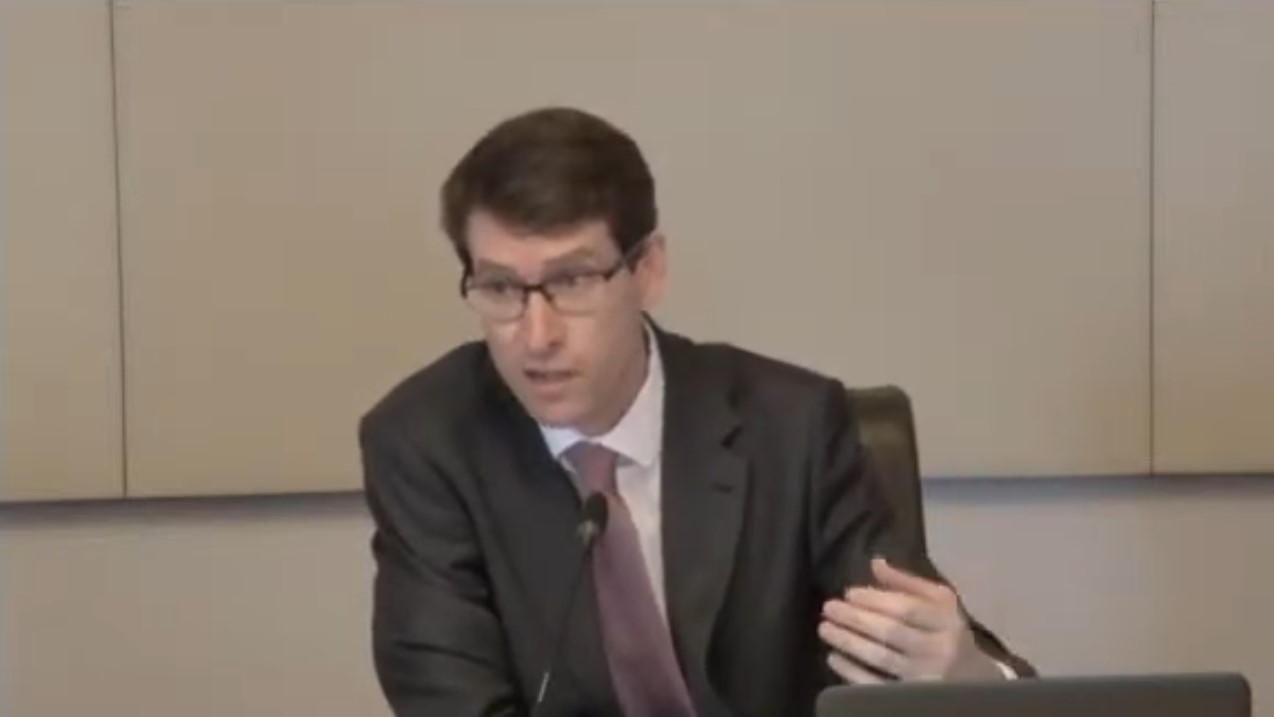
Capellán en la Casa de Velázquez (2018).

Tras las elecciones autonómicas del 22 de mayo de 2011, se mencionó su nombre como posible miembro del Gobierno de Cantabria en la cartera de Cultura. Sin embargo, finalmente fue designado por Pedro Sanz como consejero de Educación, Cultura y Turismo en La Rioja, cargo que mantuvo hasta 2014.
Tras ser consejero de educación en la Embajada de España en el Reino Unido entre 2014 y 2020 pasó al mundo académico como profesor de la Universidad de La Rioja.

### Presidente de La Rioja (desde 2023)

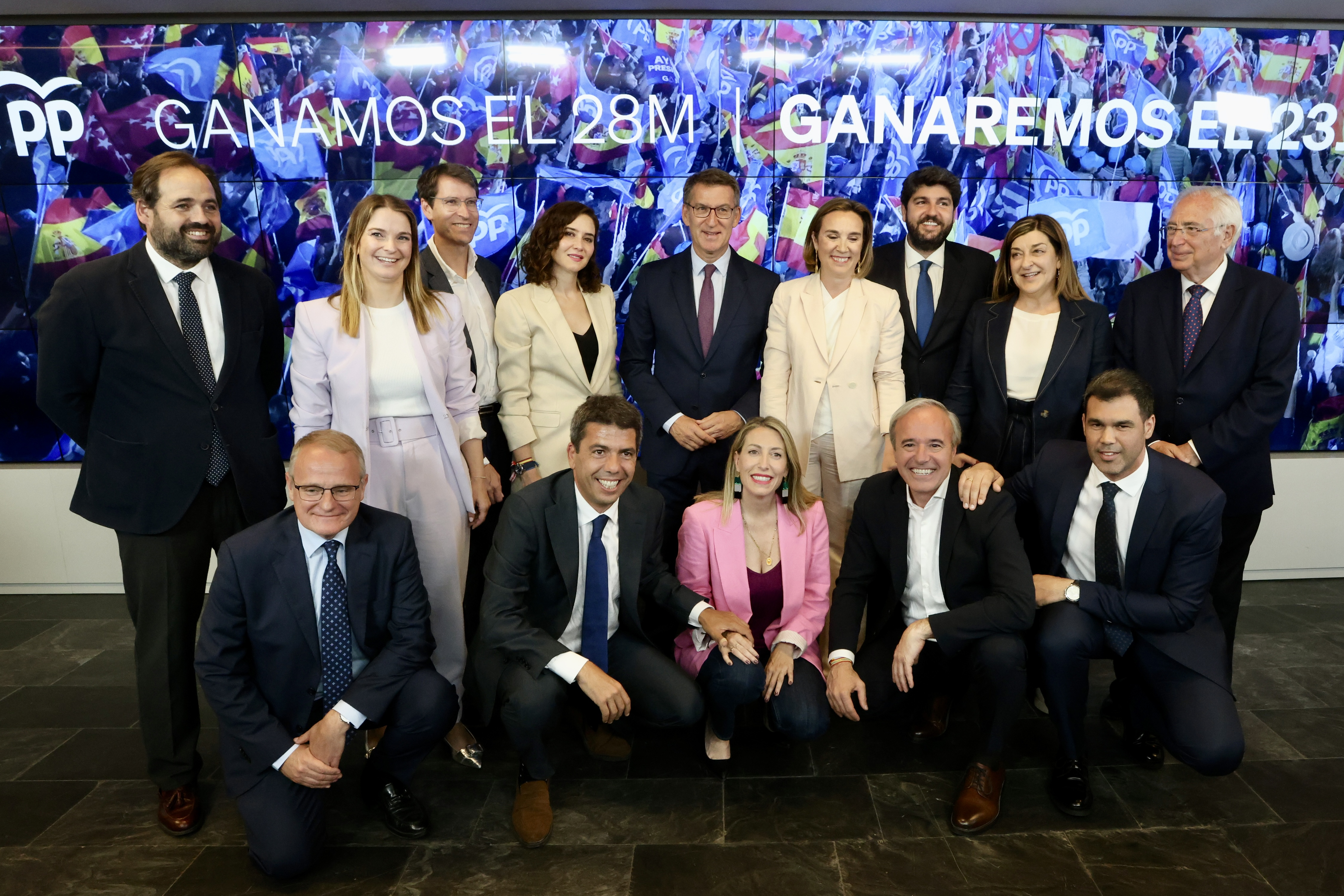
Capellán junto a Isabel Díaz Ayuso, Alberto Núñez Feijoó, Cuca Gamarra y otros candidatos del PP para las elecciones autonómicas de 2023.

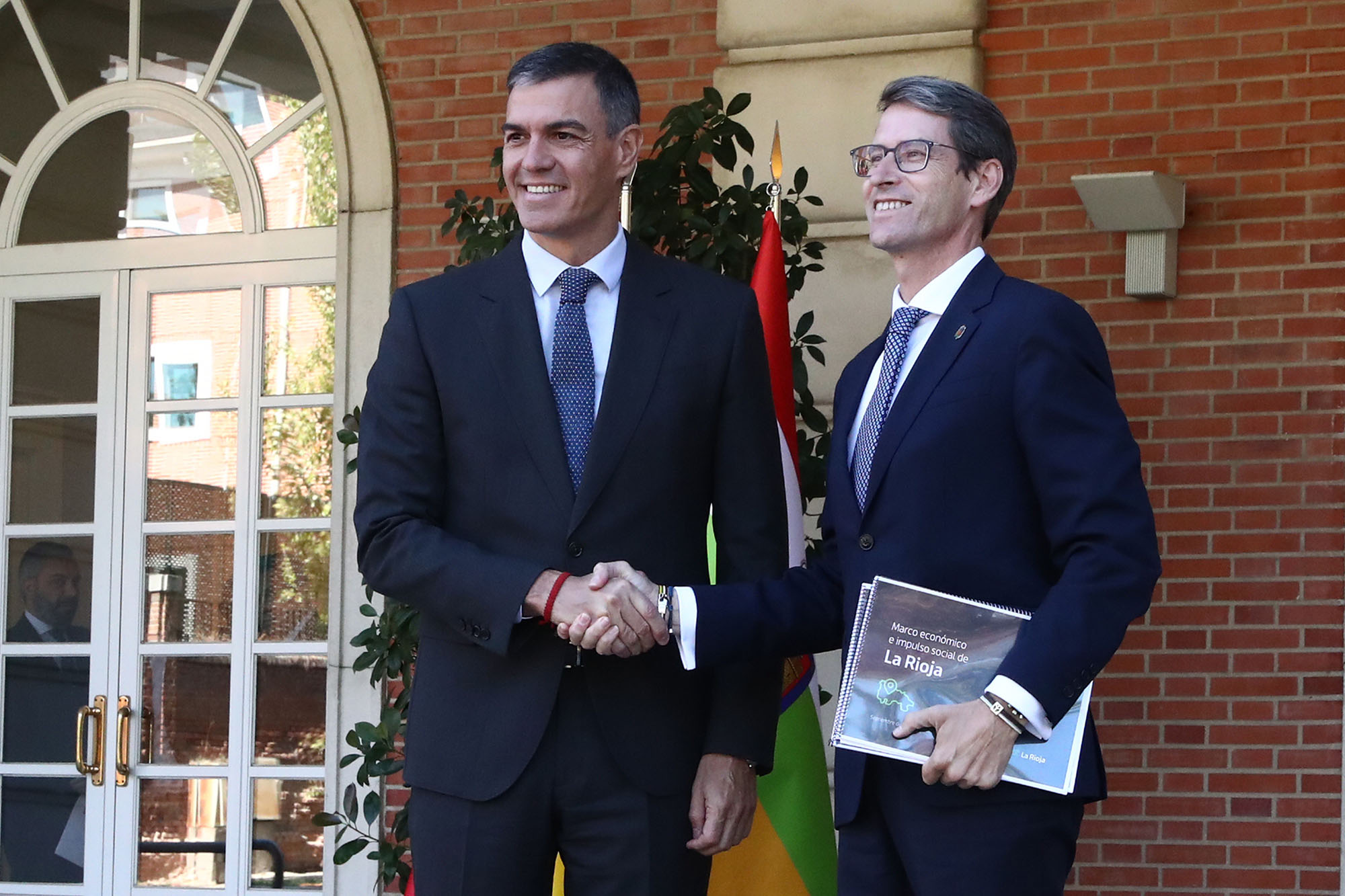
Pedro Sánchez recibe a Capellán en el Palacio de la Moncloa (2024).

En octubre de 2022 la cúpula nacional del PP lo seleccionó como candidato del Partido Popular de La Rioja para las elecciones autonómicas del 28 de mayo de 2023.
En dichas elecciones el Partido Popular fue la formación más votada, consiguiendo 17 de los 33 diputados que conforman el Parlamento de La Rioja. Fue investido presidente por el Parlamento de La Rioja en la sesión de los días 27 y 28 de junio, siendo nombrado por el rey el día 28 de junio de 2023 y tomando posesión del cargo el 30 de junio.